# Cephalozia chilensis
Cephalozia chilensis là một loài rêu tản trong họ Cephaloziaceae. Loài này được (J.J. Engel & R.M. Schust.) R.M. Schust. mô tả khoa học lần đầu tiên năm 2002.